# District de Námestovo
Le district de Námestovo est l'un des 79 districts de Slovaquie dans la région de Žilina.

## Démographie

### Évolution de la population
| Année:               | 1994.  | 2004.   | 2014.   | 2024.   |
| -------------------- | ------ | ------- | ------- | ------- |
| Nombre de personnes: | 52 553 | 57 428  | 60 954  | 64 651  |
| Différence:          |        | +9,27 % | +6,13 % | +6,06 % |

| Année:               | 2023.  | 2024.   |
| -------------------- | ------ | ------- |
| Nombre de personnes: | 64 385 | 64 651  |
| Différence:          |        | +0,41 % |

## Liste des communes
Source :

### Ville
- Námestovo

### Villages
Babín | Beňadovo | Bobrov | Breza | Hruštín | Klin | Krušetnica | Lokca | Lomná | Mútne | Novoť | Oravská Jasenica | Oravská Lesná | Oravská Polhora | Oravské Veselé | Rabča | Rabčice | Sihelné | Ťapešovo | Vasiľov | Vavrečka | Zákamenné | Zubrohlava